# Profiles
Profiles – album Nicka Masona (Pink Floyd) i Ricka Fenna (10cc). Został wydany w 1985 r.

## Utwory
1. Malta (Fenn/Mason) – 5:58
2. Lie For A Lie (Fenn/Mason/Peyronel) – 3:07
3. Rhoda (Fenn/Mason) – 3:20
4. Profiles Part 1/Profiles Part 2 (Fenn/Mason) – 10:01
5. Israel (Fenn/Peyronel) – 3:31
6. And The Address (Fenn/Mason) – 2:47
7. Mumbo Jumbo (Fenn/Mason) – 3:52
8. Zip Code (Fenn/Mason) – 3:04
9. Black Ice (Fenn/Mason) – 3:39
10. At The End Of The Day (Fenn/Mason) – 2:39
11. Profiles Part 3 (Fenn/Mason) – 1:52

## Wykonawcy
- Nick Mason – perkusja, instrumenty klawiszowe, instrumenty perkusyjne, kompozycje
- Rick Fenn – gitary, instrumenty klawiszowe, kompozycje
- Mel Collins – saksofon w "And The Address", "Mumbo Jumbo", "Black Ice"
- David Gilmour – wokale w "Lie for a Lie"
- Maggie Reilly – wokale w "Lie for a Lie"
- Danny Peyronel – wokale w "Israel"
- Craig Pruess – emulator bass w "Malta"